# Et’hem Cara
Et’hem Cara (ur. 4 maja 1905 w Kavajë, zm. 30 lipca 1973) – albański ekonomista, minister finansów Albanii w 1944 roku.

## Życiorys
W 1928 roku ukończył studia na Akademii Handlowej w Linzu, następnie przez dwa lata pracował jako nauczyciel.
W latach 1935–1944 pracował w Ministerstwie Oświaty jako główny księgowy.
Od 6 września do 26 października 1944 roku był ministrem finansów Albanii.
1 listopada 1944 roku został aresztowany w swoim domu w Tiranie przez komunistycznych partyzantów; następnego roku został skazany na 30 lat więzienia i na przymusową pracę. Został zwolniony z więzienia dnia 8 kwietnia 1962 roku.